# Kongō Gumi
Kongō Gumi Co., Ltd. (株式会社金剛組 Kabushiki Gaisha Kongō Gumi?) es una empresa de construcción japonesa especializada en la construcción y mantenimiento de templos budistas, siendo la empresa independiente activa más antigua del mundo, operando durante 1428 años, hasta que fue adquirida y convertida en una subsidiaria de Takamatsu en 2006.

## Historia
Tenía su sede central en Osaka, y era una empresa familiar de construcciones. Había sido fundada en el año 578 cuando el príncipe Shōtoku trajo a varios miembros de la familia Kongō desde Baekje (Corea) a Japón con el propósito de construir el templo budista Shitennō-ji, templo que ha perdurado hasta nuestros días. A lo largo del transcurso de los siglos, Kongō Gumi participó en la construcción de muchos edificios famosos, incluyendo el castillo de Osaka del siglo xvi y el Hōryū-ji en Nara.
Un pergamino de unos tres metros de longitud del siglo xvii permite rastrear las 40 generaciones que se remontan hasta los comienzos de la compañía. Al igual que sucede en muchas familias japonesas distinguidas, a menudo los yernos se unieron al clan tomando el nombre Kongō. Por ello, a través de los años, el linaje se continuó a través tanto de los hijos varones como de las hijas.
La compañía, sin embargo, sufrió una crisis económica que en enero de 2006 le llevó a la liquidación, liquidación que finalizó cuando sus activos fueron adquiridos por Takamatsu Corporation. En el momento anterior a su liquidación la compañía contaba con más de 100 empleados y unos ingresos anuales de 7500 millones de yenes (unos 70 millones de dólares estadounidenses). El último presidente fue Masakazu Kongō, el quincuagésimo Kongō en dirigir la empresa.
La empresa continúa operando como filial del grupo Takamatsu.